# Alvis TE 21
Der Alvis TE 21 (alternativ: Alvis Three Litre Series III) ist ein zweitüriges Oberklassefahrzeug des ehemaligen britischen Automobilherstellers Alvis Cars, das von 1963 bis 1966 produziert wurde. Er gehört markenintern zur T-Series 21 und löste den seit 1958 gebauten TD 21 ab. Wie sein Vorgänger war auch der TE 21 werksseitig mit einer offenen und einer geschlossenen Standardkarosserie erhältlich, die die Schweizer Carrosserie Graber gestaltet hatte. Neben diesen Serienmodellen, die in Großbritannien hergestellt wurden, baute Graber im Kanton Bern auf der Basis des TE-21-Chassis ein Dutzend Sondermodelle, die mit abweichenden Karosserien versehen waren und die im 21. Jahrhundert begehrte Sammlerstücke sind.

## Entstehungsgeschichte
Vor dem Zweiten Weltkrieg belegte der in Coventry ansässige Automobilhersteller Alvis ein ähnliches Marktsegment wie Aston Martin oder Bentley. Nach Kriegsende debütierte bei Alvis die sogenannte Three Litre Series, eine Reihe sportlicher Limousinen und Cabriolets mit einem 3,0 Liter großen Reihensechszylindermotor, deren erste Version als TA 21 verkauft wurde. Dessen 1953 präsentierte Weiterentwicklung TC 21/100, die auch als Grey Lady bezeichnet wird, hatte werksseitig eine von Mulliners of Birmingham gefertigte Karosserie mit frei stehenden Kotflügeln, die als „altbacken“ und „geradezu altertümlich“ wahrgenommen wurde. Der Nachfolger der Grey Lady, der Alvis TC 108/G, erhielt bei im Wesentlichen unveränderter Technik werksseitig eine von Hermann Graber entworfene Pontonkarosserie, die zu einem Bruch mit dem bisherigen Stil des Unternehmens führte. Der TC 108/G erhielt positive Bewertungen in der zeitgenössischen Presse, wurde aber wegen erheblicher Fertigungsprobleme beim externen Karosseriehersteller Willowbrook in zwei Jahren nur je nach Quelle nur 15- bis 30-mal gebaut. 1958 löste der TD 21 den TC 108/G ab. Äußerlich und technisch gab es nur wenige Änderungen; ein neuer Karosseriehersteller machte aber deutlich höhere Fertigungszahlen möglich.
Im Oktober 1963 erhielt der in zwei Serien gebaute TD 21 mit dem TE 21 einen Nachfolger, der zwei Jahre lang im Programm blieb.
Während der Produktionszeit des TE 21 wurde Alvis von Rover übernommen. Unter Rovers Regie entwickelte Alvis den TE 21 zum TF 21 weiter, der 1965 auf den Markt kam und das letzte Auto der Marke Alvis war. Für ein halbes Jahr standen der neue TF 21 und der alte TE 21 nebeneinander im Alvis-Programm; letzterer war dann aber nur noch mit Schaltgetriebe erhältlich. Im Wesentlichen ging es hier um den Abverkauf der letzten TE-Exemplare. 1966 entstand noch der Alvis GTS als Prototyp eines möglichen TF-21-Nachfolgers; eine Serienproduktion kam aber nicht mehr zustande.

## Modellbezeichnungen

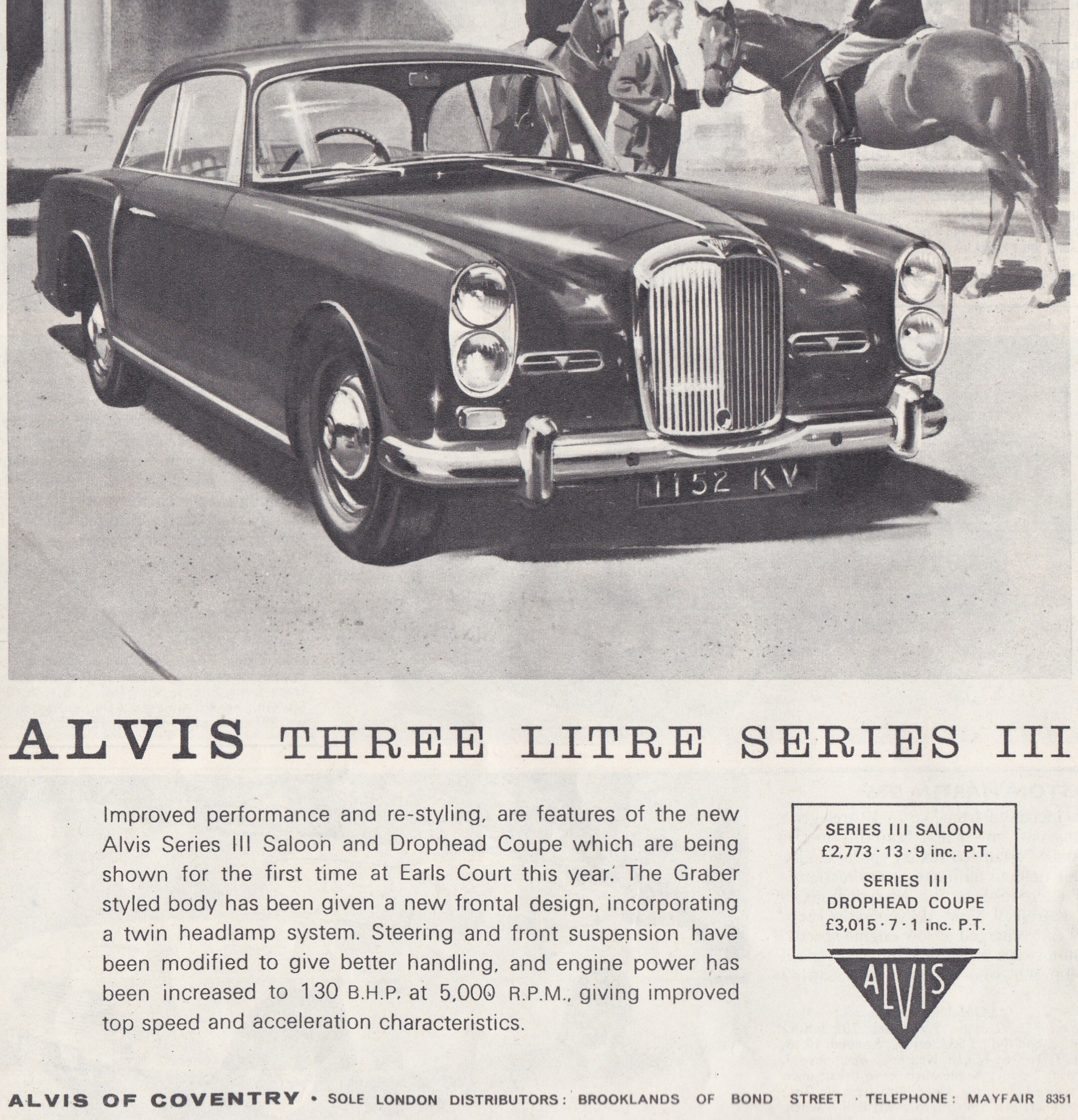
Werbeanzeige von 1964

Für dieses Fahrzeug haben sich zwei alternative Bezeichnungen etabliert:
- Die Bezeichnung TE 21 nimmt auf die Baureihe Alvis T-Series 21 Bezug, deren erste Variante der TA 21 von 1950 war. Die Änderung des zweiten Buchstabens der Modellbezeichnung über B, C, D und schließlich E dokumentiert den schrittweisen Weiterentwicklungsprozess innerhalb dieser Reihe und weist dem TE 21 die Stellung der fünften Variante der T-Serie zu.

- Werksseitig wurde das Auto (ohne ausdrückliche Bezugnahme auf den Code TE 21) vielfach als Alvis Three Litre Series III vermarktet. Diese Bezeichnung löst das Auto formal aus der Einordnung in die T-Series 21 heraus und knüpft stattdessen an den TD 21 an, dessen erste Serie (1958 bis 1962) als Three Litre im Programm stand, während die zweite Serie (1962 bis 1964) als Three Litre Series II bezeichnet wurde. Nach diesem Verständnis ist der TE 21 die dritte Variante des TD.

## Einordnung
Der Alvis TE 21 ist – wie seine Vorgänger und sein Nachfolger – ein Oberklassefahrzeug, das nahezu ausschließlich auf dem britischen Markt verkauft wurde. Die primären Konkurrenten des Alvis waren die zeitgenössischen Modelle 408 und 409 von Bristol Cars, die sehr ähnlich konstruiert waren und ein vergleichbar konservatives Design hatten. Alvis- und Bristol-Fahrzeuge werden auch mehrere Jahrzehnte nach dem Ende ihrer Produktion in Klassikermagazinen vielfach in Vergleichstests gegenübergestellt. Allerdings hatten die Bristols nach dem Wechsel von eigenen Sechszylindern auf US-amerikanische Achtzylinder-V-Motoren von Chrysler gegenüber den Alvis einen deutlichen Leistungsvorteil. Zu den weiteren Konkurrenten des Alvis gehörte der Jensen C-V8. Der zeitgenössische Aston Martin DB5 war deutlich teurer und sportlicher als der Alvis.

## Einzelheiten des Serienmodells
Der Alvis TE 21 ist ein zweitüriges Fahrzeug mit geschlossener oder offener Karosserie, die auf einem separaten Rahmen montiert ist. Das Auto wird von einem 3,0 Liter großen Reihensechszylindermotor von Alvis angetrieben.

### Karosserie

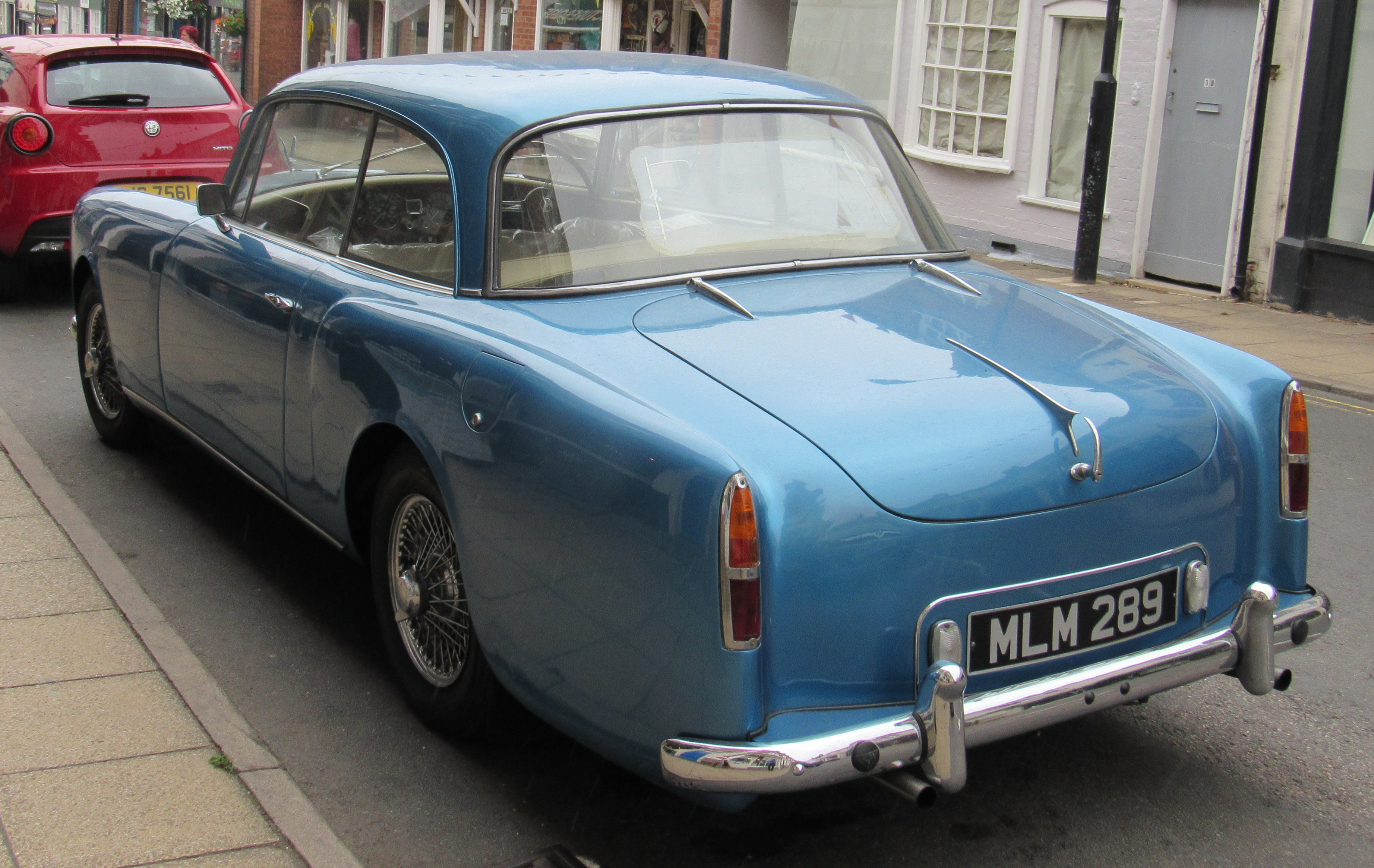
Heckpartie des TE 21 Saloon

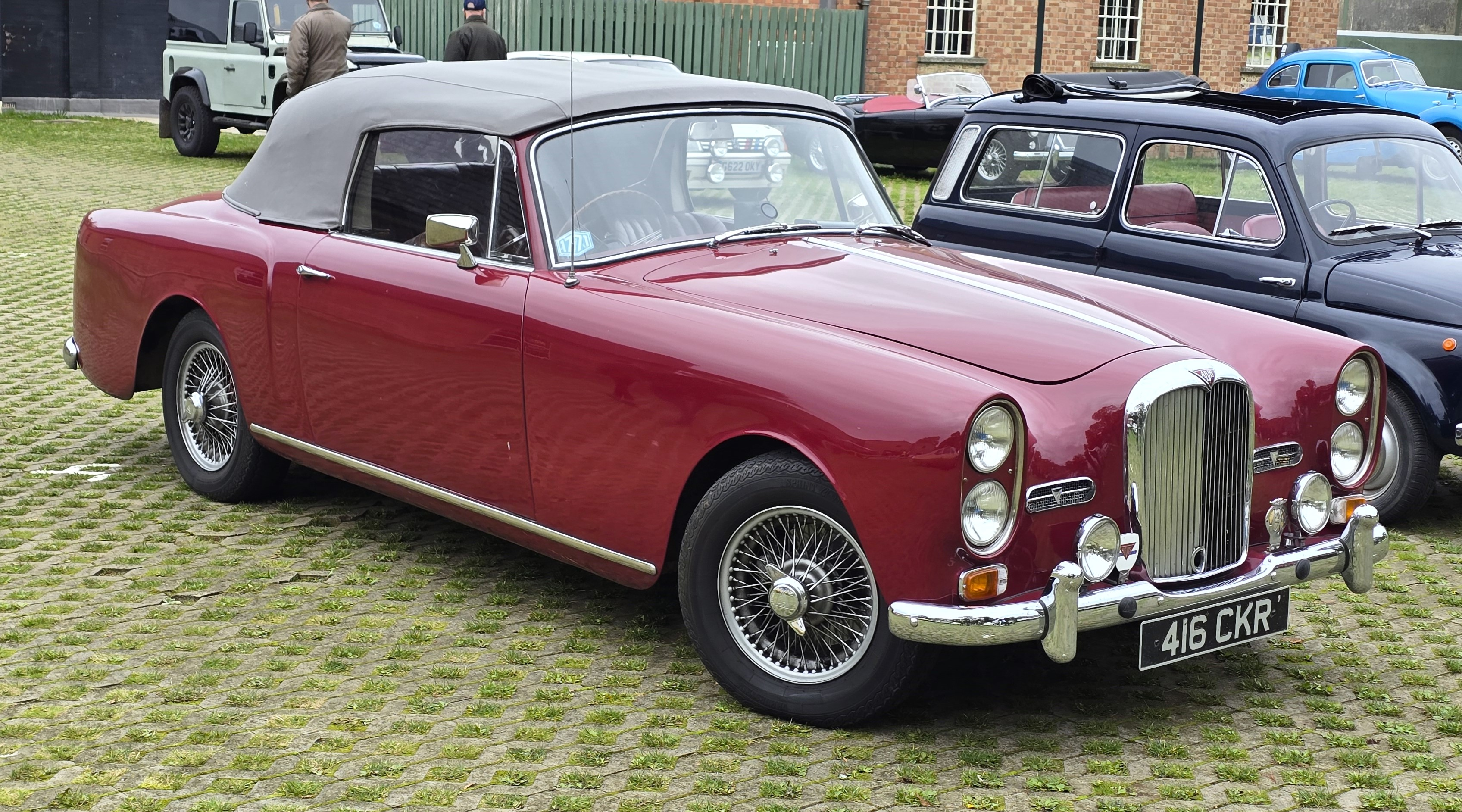
TE 21 Drophead Coupé

Der Alvis TE 21 war werksseitig als zweitürige Limousine (Saloon) und als zweitüriges Cabriolet (Drophead Coupé) erhältlich. Die erneut von Hermann Graber gestaltete Aufbau stimmt in beiden Karosserievarianten weitgehend mit dem des Vorgängers überein. Die Stufenheckkarosserie ist im Pontonstil gehalten; hinten sind die Kotflügel über den Rädern leicht ausgebuchtet. Die Limousine hat schmale, steil stehende A- und B-Säulen und große Fensterflächen. Das Cabriolet ist viersitzig. Sein Stoffverdeck reicht seitlich bis an die Türen heran.
Der größte äußerliche Unterschied zwischen dem alten TD 21 und dem neuen TE 21 zeigt sich an der Frontmaske: Während das alte Modell einzelne Rundscheinwerfer hat, sind es beim neuen TE 21 Doppelscheinwerfer. Der TE 21 hat zwei übereinander angeordnete und in einem ovalen Rahmen eingefasste Rundleuchten. Für die Einpassung des neuen Scheinwerferarrangements musste die Linie der vorderen Kotflügel verändert werden. Die Gestaltung erinnerte einige Autoren an die zeitgenössischer Fahrzeuge von Mercedes-Benz, andere an Facel Vega. Außerdem waren zwischen den Leuchten und der Kühlermaske wieder waagerechte Lüftungsgitter eingebaut, die mit Einführung der zweiten Serie des TD 21 vorübergehend entfallen waren. Die Heckpartie blieb unverändert.
Die meisten Karosserieteile des TE 21 sind aus Stahlblechen geformt; nur die Motorhaube und der Kofferraumdeckel, beim Saloon darüber hinaus das Dach sind aus Aluminium.
Wie beim Vorgänger wurde die Karosserie des TE 21 bei Mulliner Park Ward hergestellt, einem zu Rolls-Royce gehörenden Karosseriebauunternehmen. Die Karosserieteile wurden unter Verwendung von Blechpressen produziert. Sie sind an einem Gerüst aus Holz befestigt.

### Fahrwerk
Der Alvis TE 21 hat einen Leiterrahmen, dessen Konstruktion der der Vorgängermodelle entspricht.
Das Fahrwerk des TE 21 stimmt mit dem des TD 21 überein. Vorn sind die Räder einzeln aufgehängt und mit Drehstabfedern versehen, hinten ist eine Starrachse mit Blattfedern eingebaut. Alle vier Räder sind serienmäßig mit Scheibenbremsen von Lockheed ausgestattet. Auf Wunsch und gegen einen Aufpreis von 120 £ war ab 1964 eine Servolenkung von ZF erhältlich, die in etwa die Hälfte aller ausgelieferten Fahrzeuge eingebaut wurde.
Die TE 21 erhielten ab Werk Stahlscheibenräder mit Radkappen, die die Speichenräder der früheren Modelle ersetzten. Viele Kunden ersetzten sie durch Drahtspeichenräder mit Schnellverschlüssen.

### Antrieb und Kraftübertragung

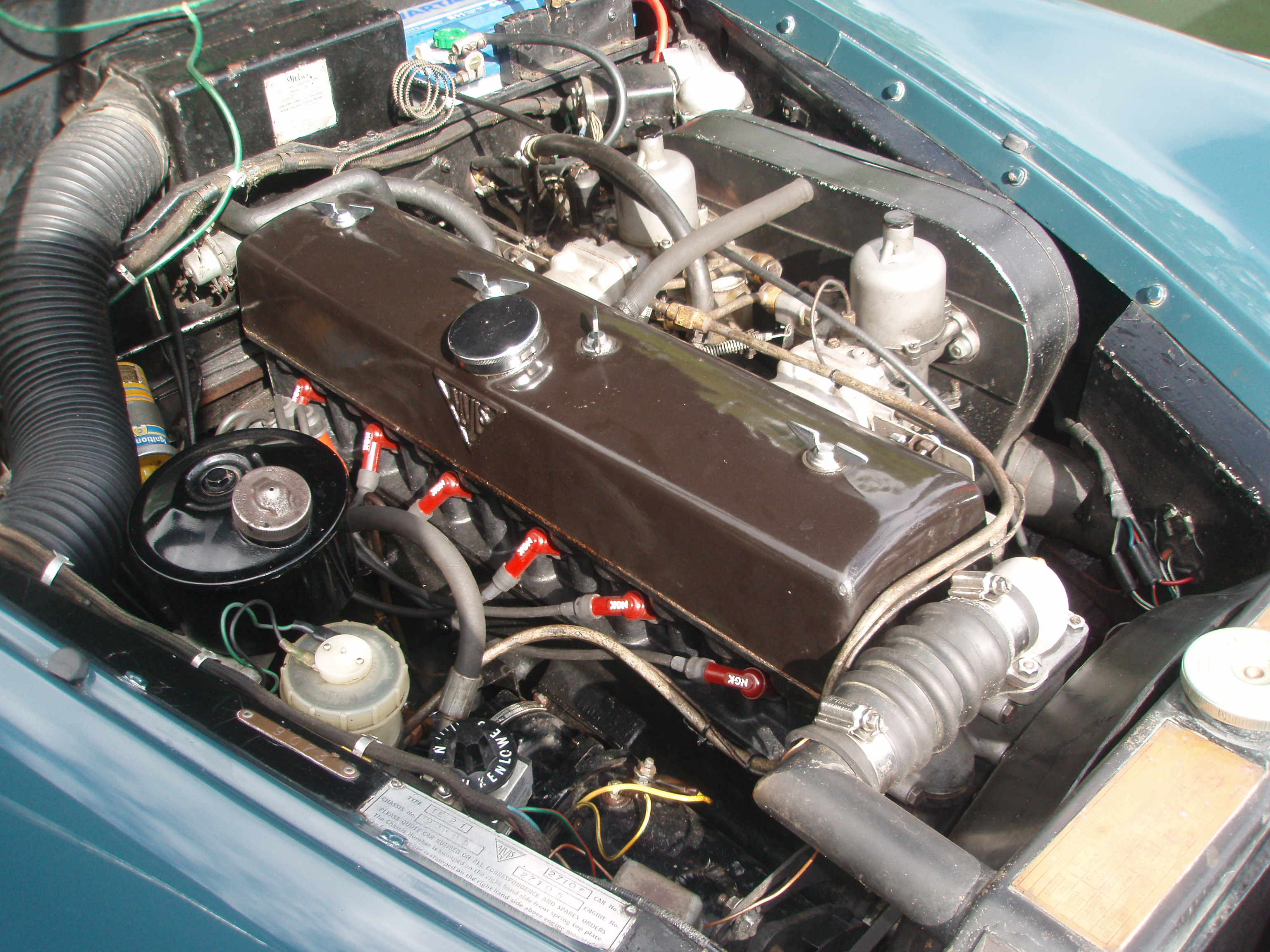
Sechszylindermotor in einem TE 21

Der Alvis TE 21 wird von einem Reihensechszylinder-Ottomotor angetrieben, dessen Grundkonstruktion 1950 im TA 21 auf den Markt gekommen war. Der Hubraum beträgt im TE 21 wie bei allen Mitgliedern der T-21-Baureihe 2993 cm³ (Bohrung × Hub: 84 × 90 mm). Der Motor hat eine unten liegende Nockenwelle und zwei hängende Ventile pro Zylinder. Es gab Überlegungen, im Zuge der Weiterentwicklung des TD 21 zum TE 21 den Motor künftig mit zwei obenliegenden Nockenwellen auszustatten; aus wirtschaftlichen Gründen wurde aber darauf verzichtet. Letztlich beschränkten sich die Änderungen, die Alvis anlässlich der Einführung des TE 21 an dem bekannten Motor vornahm, auf Details. Dazu gehörte eine Vergrößerung des Durchmessers der Ein- und Auslassventile; außerdem wurden die Auspuffkrümmer neu konstruiert und größer dimensioniert. Durch diese Maßnahmen erhöhte sich die Motorleistung beim TE 21 gegenüber dem TD 21 um 15 auf 130 bhp.
Serienmäßig hatte der TE 21 ein voll synchronisiertes, handgeschaltetes Fünfganggetriebe von ZF, das das im Vorgängermodell verwendete Vierganggetriebe britischer Herkunft ersetzte. Wahlweise war eine Dreigangautomatik erhältlich, die über einen waagerecht angeordneten Hebel unterhalb des Instrumententrägers zu bedienen ist. Mehr als zwei Drittel aller TE 21 wurden mit dem handgeschalteten Getriebe ausgeliefert.

## Produktion
Alvis baute insgesamt 352 Chassis der Reihe TE 21. Davon erhielten 339 Autos die Werkskarosserie von Mulliner Park Ward, während 12 Fahrgestelle mehr oder weniger individualisierte Karosserien von Graber erhielten. Hinzu kam ein viertüriger Prototyp von Mulliner Park Ward, der nicht in den Verkauf ging und zu dem keine weiteren Details dokumentiert sind.
| Produktionszahlen der Serienmodelle |                |           |        |       |
| Aufbau                              | Schaltgetriebe | Automatik | Gesamt | Summe |
| Saloon                              | 178            | 66        | 244    | 339   |
| Drophead Coupé                      | 72             | 22        | 95     | 339   |

Diese Fahrzeuge wurden nahezu ausschließlich in Großbritannien verkauft. Lediglich vier der 339 TE 21 mit Werkskarosserien lieferte Alvis nach Irland, zwei weitere gingen nach Südafrika.

## Preise
Bei seiner Markteinführung 1963 kostete der TE 21 Saloon mit Werkskarosserie in Großbritannien 2998 £ netto; der Preis für das Werkscabriolet lag bei 3233 £. Der Preis des geschlossenen Alvis entsprach damit fast exakt dem des zeitgenössischen Bristol 408.

## Sonderversionen von Graber

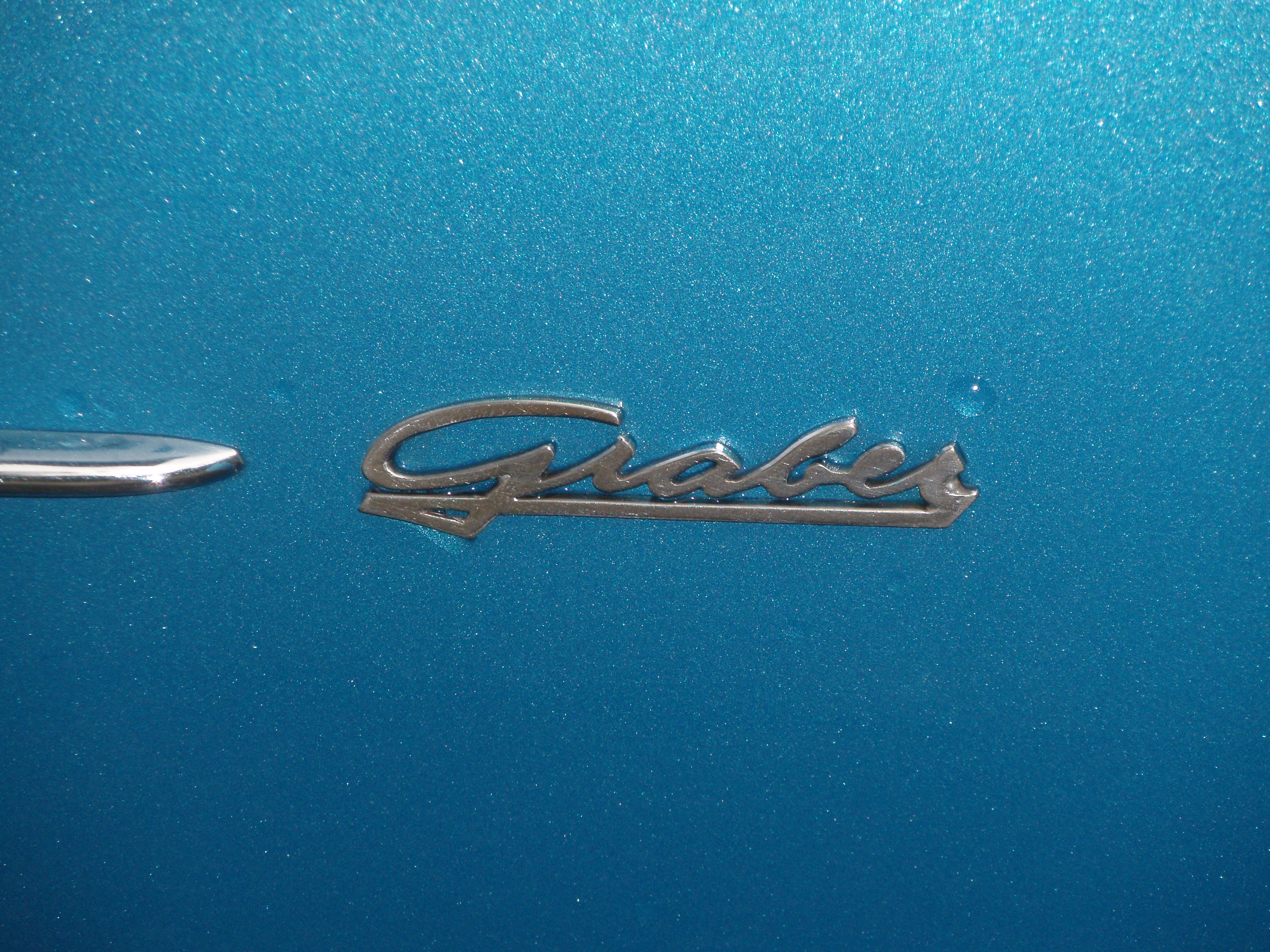
Graber-Schriftzug an einem TE 21 mit Sonderkarosserie

Graber übernahm 12 Chassis der TE-21-Reihe und rüstete sie mit Karosserien nach eigenständigen Entwürfen aus, die sich wesentlich von den – ebenfalls von Graber entworfenen – Werkskarosserien wesentlich unterschieden. Grabers Sonderkarosserien haben eine niedrigere Gürtellinie und einen niedrigeren Dachaufbau als die Serienversionen. Den Schweizer Individualaufbauten fehlt die aufrecht stehende Kühlermaske, stattdessen haben sie eine waagerecht angeordnete Verkleidung des vorderen Lufteinlasses. Die Doppelscheinwerfer der Graber-Versionen sind meist hinter einer gemeinsamen Streuscheibe angeordnet. Die Gestaltung der Heckpartien variiert nach Maßgabe der individuellen Kundenwünsche; Gleiches gilt für Dekorteile. 
Graber baute sieben zweitürige Stufenheckcoupés mit Dachaufbauten, die als sehr leicht empfunden wurden. Die Fahrzeugsäulen dieser Versionen sind noch schmaler als die der Serienmodelle; das Dach ist niedriger. Davon abgeleitet entstanden drei Cabriolets sowie zwei viertürige Stufenhecklimousinen. Alle Graber-Fahrzeuge waren mit dem handgeschalteten Fünfganggetriebe ausgestattet.

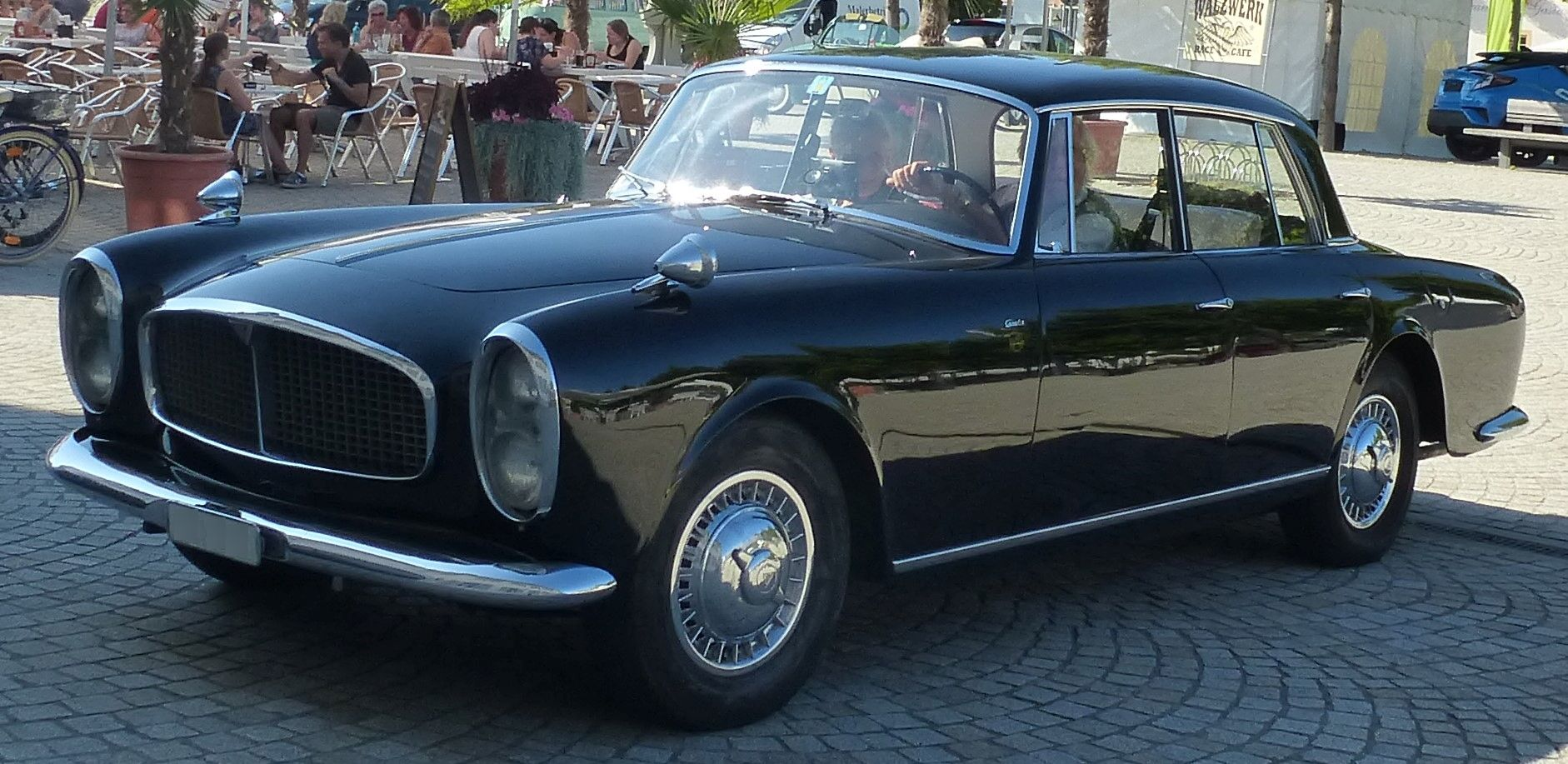
Viertürige Limousine von Graber auf TE-21-Basis
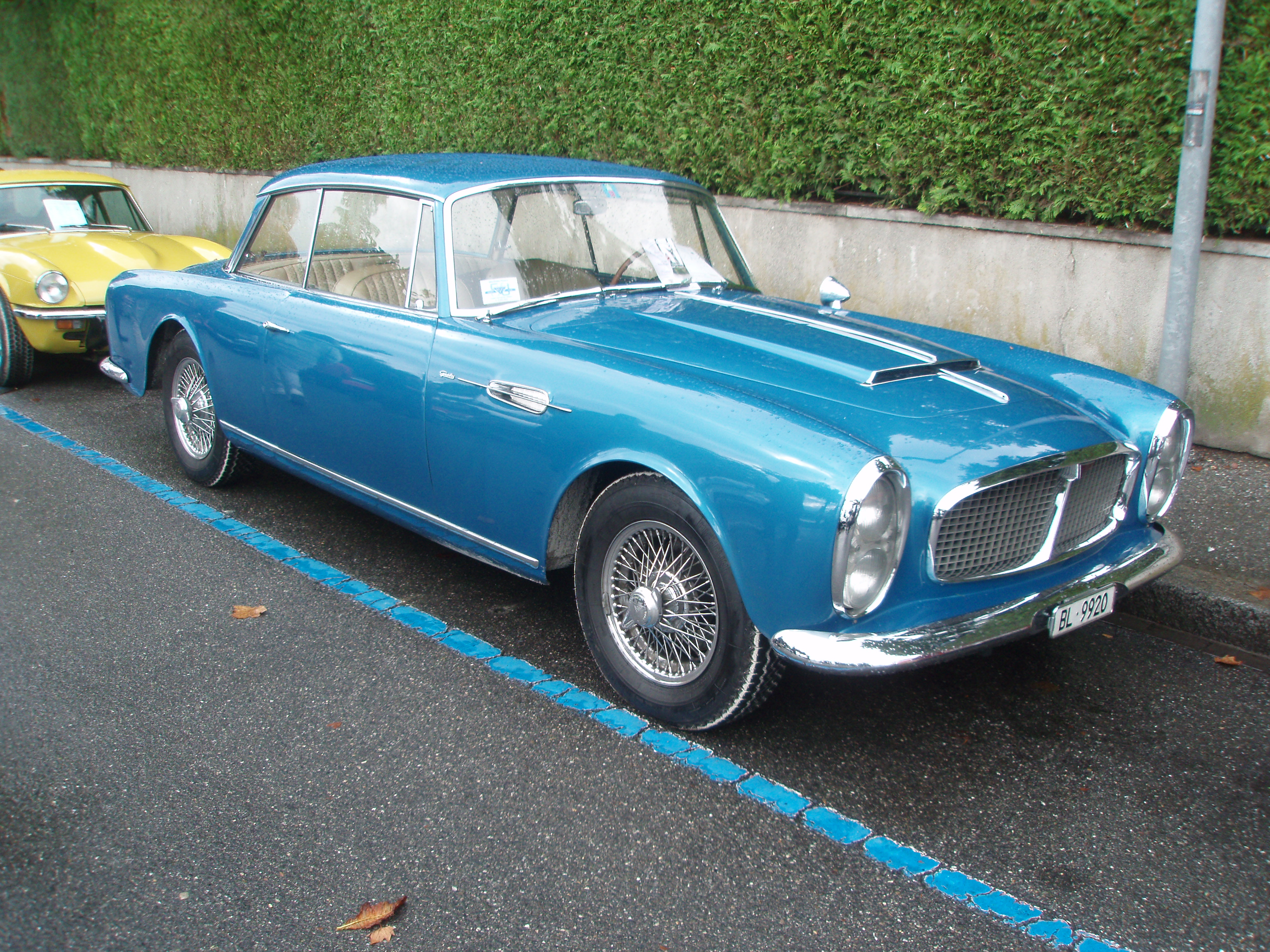
Zweitüriges Graber-Coupé auf TE-21-Basis (1964)
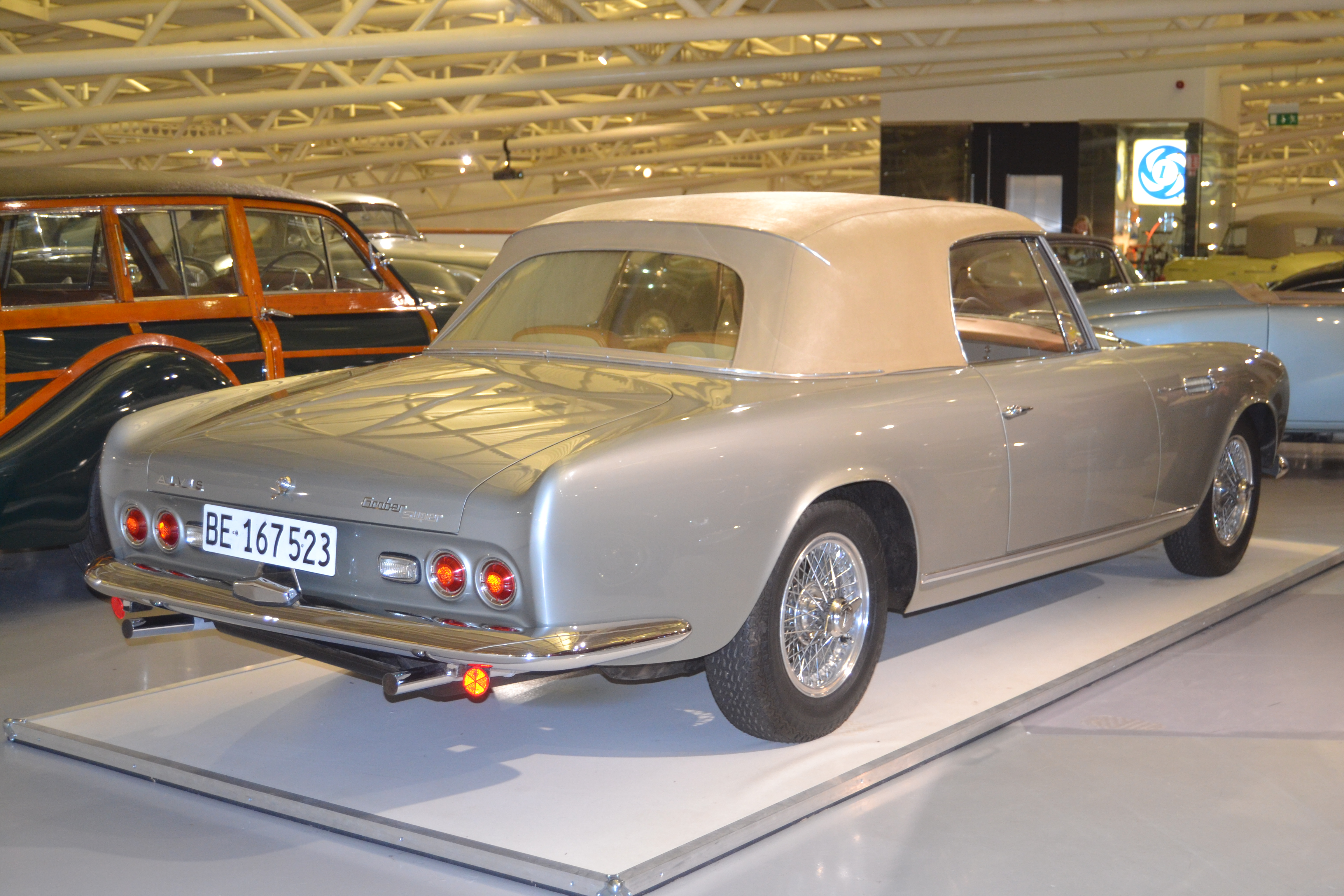
Zweitüriges Graber-Cabriolet auf TE-21-Basis